# Скучный миллиард
Скучный миллиард (от англ. Boring Billion), также известен как Пустынный миллиард (от англ. Barren Billion); Самое скучное время в истории Земли (от англ. The Dullest Time in Earth's History) или Средние века Земли (от англ. Earth's Middle Ages) — промежуток в истории Земли, охватывающий время от 1,8 млрд лет (начало статерия) назад до 720 млн лет назад (конец тония), таким образом длившийся 1,08 млрд лет. Это время примечательно климатической стабильностью, низким уровнем кислорода в атмосфере и очень медленной эволюцией живых организмов, откуда и название. Нижняя граница совпадает с окончанием отложения минералов железа в океанах, верхняя совпадает с началом криогенного периода и глобального оледенения.
Впервые отсутствие масштабных геологических и биологических событий в этот период заметили в 1995 году геологи Роджер Бьюик, Дэвис Де Марэ и Эндрю Нолл, охарактеризовав это время как «самое скучное в истории Земли». Собственно термин «Скучный миллиард» был предложен палеонтологом Мартином Бразиром.

## Скучный миллиард и геохронологическая шкала
Скучный миллиард охватывает статерийский период палепротерозоя, весь мезопротерозой и тонийский период неопротерозоя.
В 2012 году был создан вариант шкалы, который переделывает подразделения докембрия, убирая хронометрические границы, вместо этого определяя их по каким-то важным событиям (например, Кислородная катастрофа). В ней Скучный миллиард представлен лишь одним периодом — родинийским (от названия суперконтинента Родиния), являющимся единственным периодом мезопротерозоя, который теперь длится от 1750 до 850 млн лет назад. Данный вариант геохронологической шкалы пока не был принят официально.

## Предшествующие события

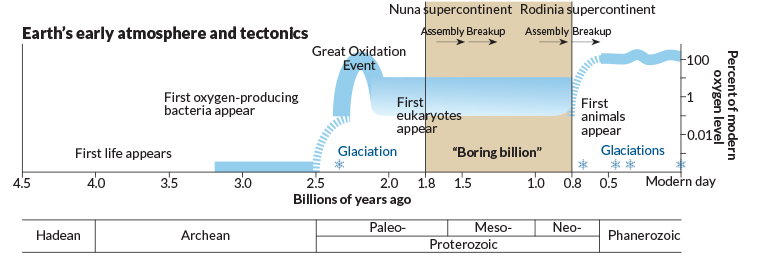
Уровень кислорода в атмосфере в процентах от нынешнего. Скучный миллиард выделен цветом.

2,5 млрд лет назад из-за цианобактерий случилась Кислородная катастрофа, погубившая почти все анаэробные формы жизни. После этого началось Гуронское оледенение, полностью заморозившее планету на несколько сотен миллионов лет.
Когда оно закончилось, уровень кислорода резко упал, из-за чего случилась бескислородная катастрофа (англ. Anoxic Catastrophe), погубившая теперь уже почти все аэробные формы жизни (включая Франсвильскую биоту). Эволюция многократно замедлилась.
Через 300 миллионов лет завершилось отложение железа в океанах (океаны из-за этого были красные), после чего и начался Скучный миллиард.

## Тектоническая стабильность

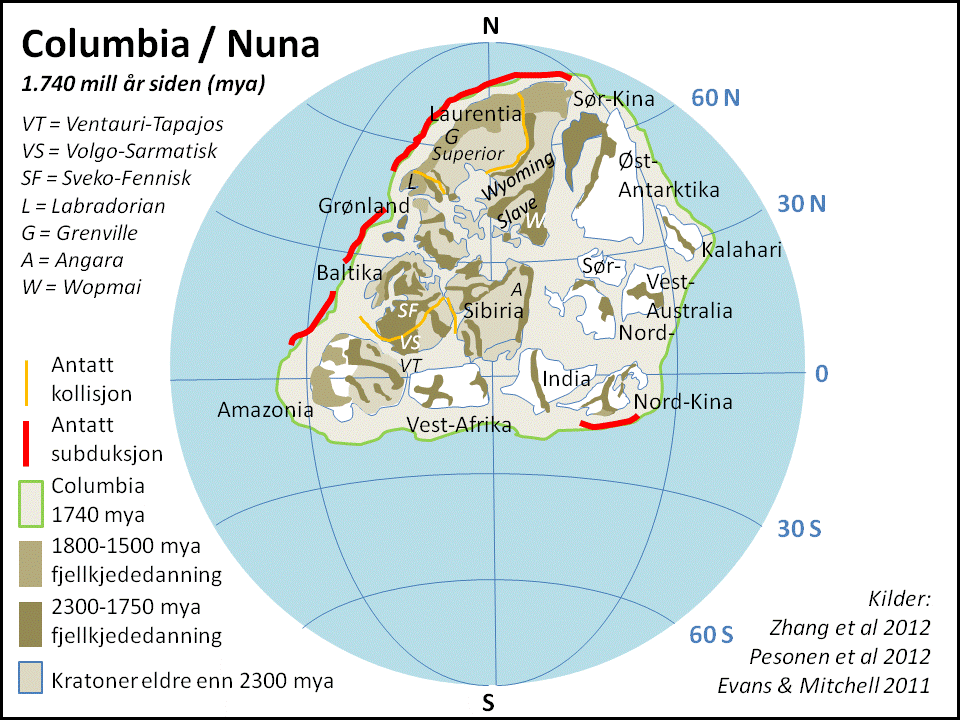
Карта суперконтинента Колумбия в начале Скучного миллиарда

За весь Скучный миллиард просуществовали два суперконтинента: Колумбия и Родиния. (для сравнения, за последние 600 млн лет было 5 суперконтинентов: Паннотия, палеозойская Гондвана, Пангея, Лавразия и Гондвана)
Колумбия сформировалась между 2,0 и 1,7 млрд лет назад и существовала, по крайней мере, следующие 500 миллионов лет. Палеогеографические реконструкции предполагают, что суперконтинент располагался в современных экваториальной и умеренной климатических зонах, и практически отсутствуют свидетельства существования континентов и островов в полярных регионах.
Родиния сформировалась примерно 1 миллиард лет назад и распалась примерно через 200 млн лет.

## Климат и жизнь

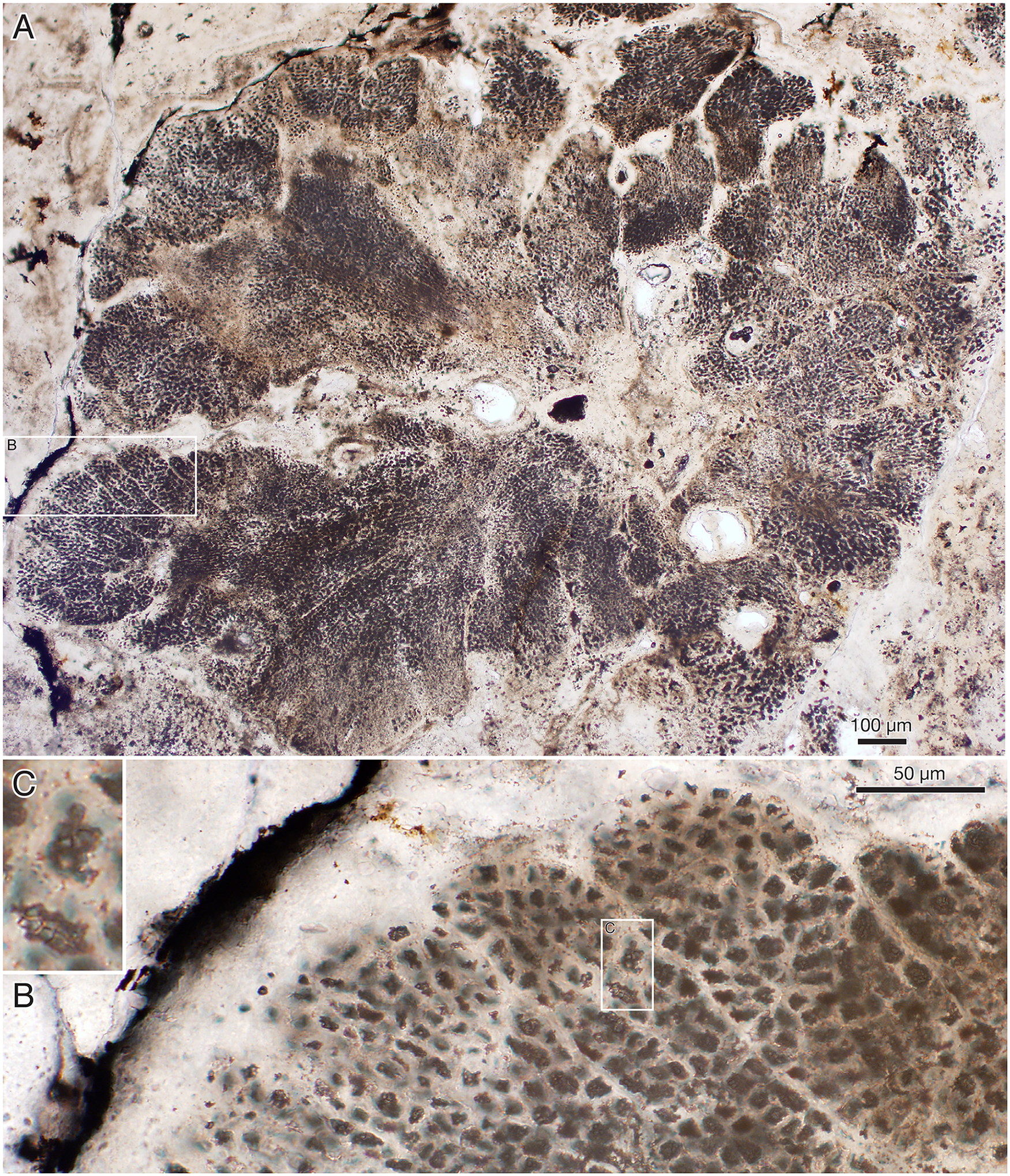
Красные водоросли появились именно в данный период

Из-за очень небольшого количества кислорода в атмосфере в период Скучного миллиарда могло не существовать озонового слоя, защищающего Землю от ультрафиолетовых лучей, но несмотря на это, некоторые одноклеточные существа, например, бактерии, могли спокойно существовать на суше.
Океаны были лишены кислорода и важных питательных веществ и были населены в основном анаэробными цианобактериями, которые использовали сероводород (H2S) вместо воды и производили серу вместо кислорода. Это могло привести к тому, что океаны были тёмно-бирюзовыми вместо привычного нам синего цвета.
Несмотря на такие условия, эукариоты, возможно, эволюционировали примерно в начале Скучного миллиарда (возможно это случилось и раньше). Позже у них появилось половое размножение, а впоследствии эукариоты разделились на растения, грибы и животных. Тем не менее, цианобактерии оставались главной формой жизни на протяжении всего периода.
В международном исследовании 2023 года был проведен статистический анализ циклов Миланковича, данные указывает, что продолжительность земных суток на протяжении скучного миллиарда оставалась практически неизменной и составляла около 19 часов.

## Окончание периода

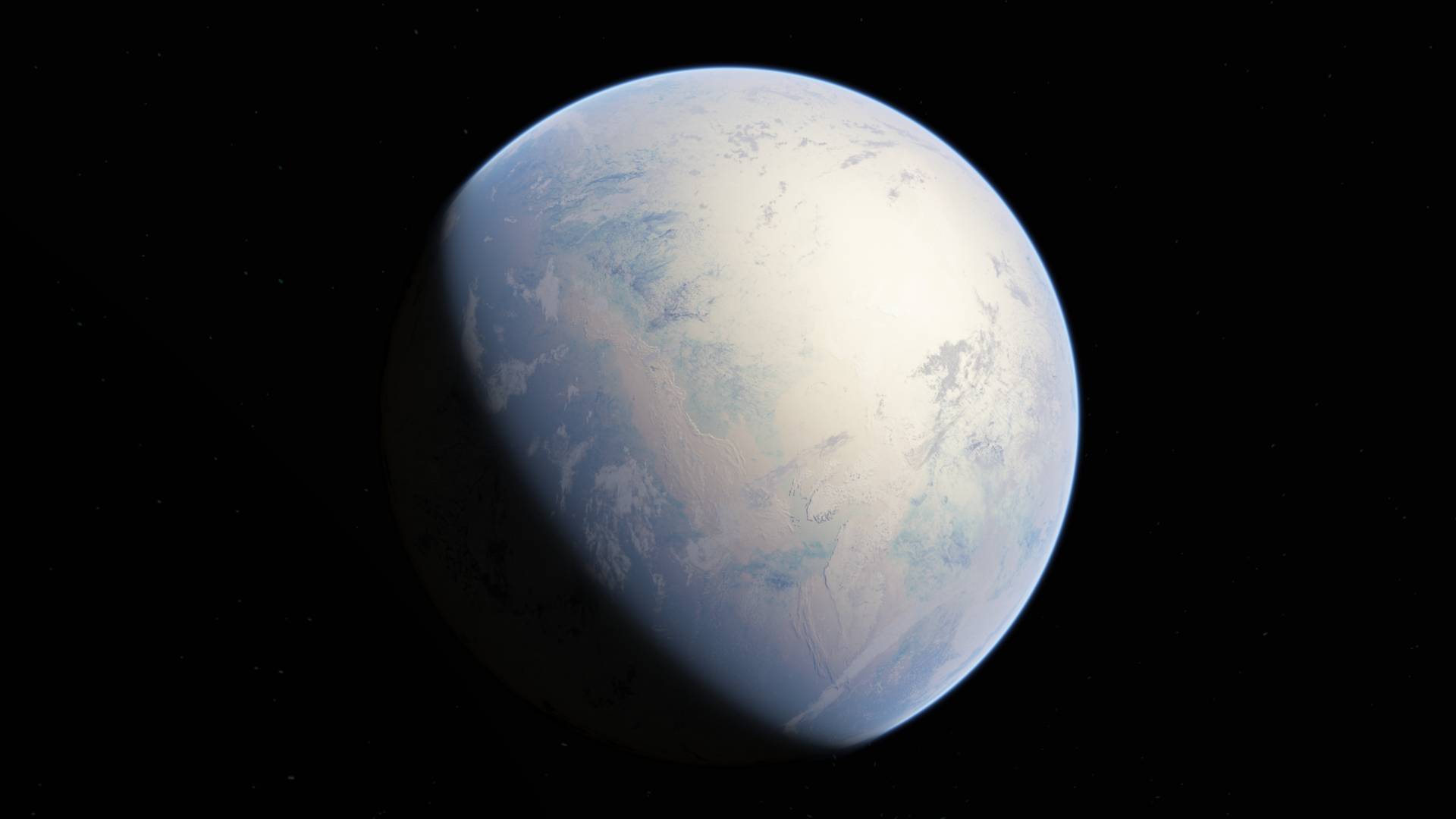
Земля-снежок в представлении художника

### Финальный период
Во время тония, финального периода Скучного миллиарда, появилась первая сложная анаэробная многоклеточная жизнь. Её останки были найдены в Китае и получили название «Хуайнаньская биота». Систематическое положение этих организмов до сих пор неизвестно.
Также в тонии 760 млн лет назад появляется Otavia, самый ранний известный представитель царства животных.
Несмотря на такие сдвиги в эволюции, тоний всё равно считается частью Скучного миллиарда из-за климатической и тектонической стабильности (хотя существует мнение, что 750 млн лет назад в тонии мог начаться ледниковый период).

### Криогенный период
В конце тония уровень кислорода в атмосфере вновь стал повышаться, а в океанах вновь началось отложение железа, из-за чего началось Стертское оледенение, полностью заморозившее планету на 50 миллионов лет и завершившее период Скучного миллиарда. После него Земля ненадолго избавилась от ледников, но началось Протерозойское оледенение (оно же Мариноанское).
В отличие от Гуронского оледенения, оледенения криогенного периода не принесли столь большой ущерб существовавшей тогда жизни (хотя Хайнаньская биота вымерла), а эволюция из-за повышения уровня кислорода только ускорилась.